# Hotel Transylvania – Transzformánia
A Hotel Transylvania – Transzformánia (eredeti cím: Hotel Transylvania: Transformania) 2022-es amerikai 3D-s számítógépes animációs filmvígjáték, amely a 2018-as Hotel Transylvania 3. – Szörnyen rémes vakáció című animációs film folytatása és a Hotel Transylvania filmsorozat negyedik és egyben utolsó része.
A rendezői Jennifer Kluska és Derek Drymon, a producere Alice Dewey Goldstone, a forgatókönyvírói Amos Vernon, Nunzio Randazzo és Genndy Tartakovsky. A mozifilm készítője a Sony Pictures Animation a Perfect World Pictures és a Columbia Pictures, a forgalmazója a Sony Pictures Animation.
Amerikában eredetileg 2021 október 1-én, míg Magyarországon október 21-én mutatták volna be a mozikban, de ezt 3 hónappal eltolták, ezért a premierje 2022 január 14-én volt az Amazon Prime Videon. Magyarországon szintén ezen a napon debütált magyar szinkronnal és felirattal.

## Cselekmény
A történet szerint a szálloda 125. születésnapját ünnepli, amelyen Drakula vissza akar vonulni, a szállodát pedig lányára, Mavisre (Selena Gomez) és párjára, az ember Jonathanre (Andy Samberg) hagyja. Johnny meg is próbál egy búcsúbulit összehozni Drakulának, ám az félresikerül. Jonathanben ekkor újra előjönnek azok az érzések, miszerint Drakula sosem fogja kedvelni őt, hiszen ő csupán egy ember a szörnyek közt.
Erre kínál megoldást a vámpír egykori ősellensége, Van Helsing (Jim Gaffigan), aki egy ketyere segítségével sárkányszerű szörnyeteget csinál Johnnyból – azonban egy baki miatt Drakulából, Frankből, Murray-ből (Keagen Michael-Key), Wayne-ből (Steve Buscemi) és Griffinből (David Spade) hagyományos embert varázsol. Hogy megoldják a problémát, Drakula és Jonathan Dél-Amerikába indul, ahol szembe kell nézniük a változásaik okozta problémákkal is.

## Szereplők
| Szereplő                              | Eredeti hang       | Magyar hang            | Fajtája           |
| ------------------------------------- | ------------------ | ---------------------- | ----------------- |
| Drakula                               | Brian Hull         | Csőre Gábor            | vámpír            |
| Jonathan "Johnny" Loughran            | Andy Samberg       | Berkes Bence           | ember             |
| Mavis, Drakula lánya                  | Selena Gomez       | Gulás Fanni            | vámpír            |
| Erika Van Helsing, a Drakula felesége | Kathryn Hahn       | Balsai Mónika          | ember             |
| Wayne                                 | Steve Buscemi      | Epres Attila           | vérfarkas         |
| Griffin                               | David Spade        | Rajkai Zoltán          | láthatatlan ember |
| Murray                                | Keegan-Michael Key | Takátsy Péter          | múmia             |
| Dennis                                | Asher Blinkoff     | Kovács Mihály          | damfír            |
| Frankenstein                          | Brad Abrell        | Horváth-Töreki Gergely | szörny            |
| Eunice                                | Fran Drescher      | Szirtes Ági            | szörny            |
| Abraham Van Helsing                   | Jim Gaffigan       | Csankó Zoltán          | ember             |
| Wanda                                 | Molly Shannon      | Kisfalvi Krisztina     | vérfarkas         |

További magyar hangok: Bordás János, Kelemen Noel, Bor László

## Gyártás
2019 februárjában a Sony Pictures Animation bejelentette, hogy csinálják a Hotel Transylvania 4. részét. 2019 októberében Genndy Tartakovsky megerősítette, hogy nem ő rendezi a filmet. 2020 szeptemberében kiderült, hogy Jennifer Kluska és Derek Drymon a film rendezői, míg Tartakovsky írja a forgatókönyvet A gyártás a koronavírus-járvány idején otthonról folyt.
2021 áprilisában kiderült, hogy a film címe Hotel Transylvania – Transzformánia, és megerősítették, hogy ez lesz a franchise utolsó filmje. Ugyanebben a hónapban a Sony megerősítette, hogy Adam Sandler nem tér vissza Drakula hangjaként. A szerepet Brian Hull kapta.  Kathryn Hahn, Steve Buscemi, David Spade és Keegan-Michael Key visszatérnek a folytatásba. Kevin Jameset Brad Abrell váltotta Frankenstein hangjaként.